# Pitta (género)
Pitta es un género de aves paseriformes perteneciente a la familia Pittidae. Son pájaros sigilosos, de colores vivos que se alimentan en el suelo. Tienen patas largas, cola muy corta y alas redondeadas. La construcción del nido, la incubación y la crianza de los polluelos es realizada por ambos padres. La incubación suele completarse en unos 17 días, y los sus polluelos son altriciales y nidícolas.

## Taxonomía
El género contiene veinte especies, distribuidas desde África, Asia meridional y oriental y Australasia. Anteriormente todos los miembros de la familia se clasificaban en el género Pitta. Sin embargo, tras un estudio de 2006 se distribuyeron entre dos géneros más, Erythropitta y Hydrornis, aunque todos los miembros de la familia siguen siendo conocidos comúnmente como pitas.

## Especies
Se reconocen las siguientes especies, con el respectivo nombre común:
- Pitta angolensis – pita angoleña;
- Pitta reichenowi – pita pechiverde;
- Pitta brachyura – pita india;
- Pitta moluccensis – pita aliazul;
- Pitta megarhyncha – pita de manglar;
- Pitta sordida – pita encapuchada;
- Pitta abbotti – pita de Nicobar;
- Pitta forsteni – pita de Minahasa;
- Pitta novaeguineae – pita encapuchada oriental;
- Pitta rosenbergii – pita encapuchada de Biak;
- Pitta nympha – pita ninfa;
- Pitta versicolor – pita bulliciosa;
- Pitta maxima – pita de Halmahera;
- Pitta concinna – pita ventrinegra;
- Pitta elegans – pita elegante;
- Pitta vigorsii – pita gorgiblanca;
- Pitta anerythra – pita carinegra;
- Pitta steerii – pita de Mindanao;
- Pitta superba – pita soberbia;
- Pitta iris – pita arcoíris.